# 斯普倫奇 (密西西比州)
斯普倫奇（英語：Splunge），又名蘭代爾（Lanndale）、蘭斯代爾（Lannsdale），是位於美國密西西比州門羅縣的非建制地區。

## 歷史
斯普倫奇的郵局於1848年設立，其後於1918年停運。當地於1900年時有人口18人。

## 地理
斯普倫奇所處的海拔為高於海平面104米（即341英呎），而該地所採用的時區為UTC-6，即北美中部時區（CST）。同時該地設有夏令時間，為UTC-6調快一小時，即UTC-5（CDT）。